# Giuseppe Di Costanzo
Giuseppe Di Costanzo (Napoli, 2 marzo 1953 – Berlino, 13 ottobre 2013) è stato uno scrittore italiano.

## Biografia
Giuseppe Di Costanzo, professore ordinario di Storia della filosofia, nei primi anni ottanta concentra i suoi studi sulla corrente filosofica dello Storicismo Critico Tedesco e in particolare sulla formazione culturale e filosofica di Friedrich Meinecke. Nel volume “Tragicità e senso della storia. Friedrich Meinecke tra Ranke e Burckhardt” viene, tra l'altro, dimostrata l'apertura presente in modo esplicito nell'ultimo Meinecke verso l'idea di «tragicità» della storia, che non annullava, ma al contrario arricchiva l'idea rankeana di sviluppo storico e di storiografia.
Successivamente analizza l'opera teorico-storiografica di Otto Hintze, mirando ad approfondire i nuclei problematici relativi alla teoria della storia hintzeana, la cui importanza era ampiamente segnalata nella letteratura scientifica internazionale, pur risultando fino a quel momento scarsamente studiata. Dopo la caduta del Muro di Berlino vasta eco, soprattutto in Germania, suscitò la pubblicazione, a cura di Michael Erbe, Wolfgang Neugebauer e dello stesso Di Costanzo, di alcuni frammenti ritrovati del capolavoro di Hintze, probabilmente distrutto dall'autore durante il dodicennio nazista, "Allgemeine Verfassungs- und Verwaltungsgeschichte der neueren Staaten, Fragmente, vol I", Bari, Palomar, 1998. In “Lo storicismo realistico di Otto Hintze”, si dimostra, forse per la prima volta, da un lato la piena appartenenza di Hintze alla Stimmung costituita dall'Historismus, dall'altro il fatto che il suo comparativismo antiorganicistico configura, anzi, uno storicismo segnato fortemente da un'impronta «realistica», nel quale la Historie, intesa nel suo senso più forte, gioca un ruolo decisivo.
Parallelamente a tali studi continuava ad approfondire alcuni aspetti della filosofia e della cultura italiana, del che sono testimonianza, ad esempio, la curatela del volume “La cultura storica italiana tra Otto e Novecento”, Napoli, 1990; la ristampa della rivista «Sud. Giornale di cultura, 1945-1947», Bari, 1994, in occasione della quale Anna Maria Ortese scrisse un memorabile testo, "Le giacchette grigie della Nunziatella"; il saggio "Il primato dell'etica. Su 'L'opera di Pietro Piovani'", in «1989. Rivista di Diritto Pubblico e Scienze politiche», V, 1995, pp. 83-127.
Ha curato la traduzione italiana di una saggio di Charles Baudelaire, “Consigli ai giovani scrittori”, Lecce, 1998, nonché di alcuni saggi dell'islamista Carl Heinrich Becker. Tra i suoi saggi più recenti  "La paura del Signore è il principio della sapienza", postfazione a Philip K. Dick, "Le tre stimmate di Palmer Eldritch", Roma, Fanucci, 2003, pp. 267-280; "Nietzsche, Kafka, la democrazia e la liberazione", in "La democrazia", Milano, Spirali, 2009, pp. 269-275; "Appunti preliminari sul tema del dominio in Franz Kafka", in "La passione della conoscenza. Studi in onore di Sossio Giametta", Lecce, Pensa Multimedia, 2010, pp. 149-160; "Filosofia e storia delle idee in Pietro Piovani", in «Archivio di storia della cultura», XXIII, 2010, pp. 407-417.
Come narratore ha pubblicato I popoli, Brescia, Shakespeare & Company, 1980; poi Napoli, Cronopio, 1995; I nemici, Napoli, Altri termini, 1988; Lo sciacallo, Torino, Einaudi, 1986; Il progetto, Lecce, Besa, 1999, I nemici. Tre racconti di guerra, Bari, Palomar, 2002, nei quali la critica ha messo in luce, a vario titolo, la presenza di forti e originali tematiche teorico-filosofiche.

### Opere scientifiche
- Tragicità e senso della storia. Friedrich Meinecke tra Ranke e Burckhardt, Napoli, Morano, 1986.
- Lo storicismo realistico di Otto Hintze, Bari, Palomar, 2000.

### Opere letterarie
- I popoli, Shakespeare & Company, Brescia, 1990 (Cronopio, Napoli, 1995).
- I nemici, Napoli, Altri Termini, 1989 (Premio "Cultura e progresso").
- Lo sciacallo, Torino, Einaudi, 1996 (Premio "Ori di Taranto", Premio "Città di Caserta").
- Il progetto, Lecce, Besa, 1999.
- I nemici. Tre racconti di guerra, Palomar, Bari, 2002 (Premio "Città di Bari").
- Tutto tranne l'amore, Ad Est dell'Equatore, collana I Virus, 2013